# 新十大建設
新十大建設是指臺灣陳水扁政府推行的一項國家整體建設計畫，在2003年11月由總統陳水扁指示、行政院院長游錫堃宣布，以5年時間用新臺幣5千億擴大公共建設投資，2005年6月在立法院預算審核通過。2008年馬英九上台後，所提出的愛台十二建設絕大多數內容承襲自新十大建設。

## 緣起
新十大建設是當時陳水扁政府為了提升國家整體競爭力，且促進經濟成長，擴大就業機會，紓緩通貨緊縮壓力，以及增加租稅而於2003年推動的建設計畫。

## 目標
促進經濟成長：計畫期間，實質GDP平均每年約提高1.0至1.4個百分點。
帶動民間需求：實質民間需求平均每年增加0.6至0.8個百分點。
擴大就業機會：就業機會平均每年約增加6.4萬個。
紓緩通貨緊縮壓力：消費者物價上漲率平均每年增加0.2個百分點
擴大租稅效益：五年間增加之稅收約700億元至1,500億元。

## 計畫項目
依據中央政府擴大公共建設投資計畫特別預算－93至97年度 （页面存档备份，存于）各計畫項目編列情形如下：
1. 國際一流大學及頂尖研究中心：編列150億元，包括辦理輔導發展國際一流大學、頂尖系所及設置跨校研究中心、延攬教學研究優異人才100億元及獎勵大學教學卓越計畫50億元，全數編列於教育部。
2. 國際藝術及流行音樂中心：北中南東地方生活圈 （页面存档备份，存于）均能提供國際藝術文化展演場所，並帶動台灣成為華人流行音樂創作與表演中心。
  1. 北部：大台北新劇院、北部流行音樂中心
  2. 中部：台中國立公共資訊圖書館（已經於民國101年(2012)6月3日正式開幕，原為國立臺中圖書館遷建計畫，從民國95年~101年）、臺中古根漢美術館（已經取消）和臺中國家歌劇院（民國94年(2005)取消並改為地方權責的台中大都會歌劇院，民國102年(2013)恢復）
  3. 南部：故宮南院（民國100年(2011)後納入黃金十年大故宮計畫一部分）[2]、衛武營藝術文化中心（民國99年(2010)動工）、高雄海洋音樂中心（被馬英九政府納入高雄十大建設之一，民國102年(2013)動工）
  4. 東部：南島文化園區（已經取消[3]）
3. 行動台灣計畫：打造世界第一的雙網應用服務環境，帶動第三個兆元通訊產業發展。
4. 台灣博覽會：展現台灣的活力與創意，帶動科技、觀光、文化建設的整體發展。（已經取消）
5. 高雄港洲際貨櫃中心：興建新一代洲際貨櫃深水港，一萬五千TEU貨櫃船亞洲停靠站，提昇擴充高雄港轉運能量。
6. 第三波高速公路：開發宜花東及南投等觀光區域；便利北中南都會日常生活圈；擴大快速路網，串聯中山高速公路、二高。
7. 北中南捷運：規劃及興建共182公里的捷運路線，加速北、中、南三都會的快速便捷大眾交通。
8. 台鐵捷運化：配合高鐵通車，透過增站、增班、高架化、地下化，將台鐵轉型為都會及區域捷運，讓台鐵轉型再生，並帶動沿線都市更新。目前工程進行中，民國106年(2017)能有部分線路通車。
9. 汙水下水道：改善生活環境，淨化水質，恢復美麗的河川與海洋。（被納入愛台十二項建設之一實施）
10. 平地水庫海水淡化廠：揚棄高山水庫，興建平地水庫解決缺水問題，創造水資源、觀光、生態多元使用的人工湖新地景；興建海淡廠解決竹科及離島地區供水缺口嚴重問題。

## 執行狀況

### 國際一流大學及頂尖研究中心
第一梯次兩年期計畫執行時間為2006年至2007年，共計有17所大學獲得補助；第二梯次的三年期計畫執行時間為2008年至2010年，補助經費的學校共計15所大學，自2006-2009每年補助經費100億元。

### 國際藝術及流行音樂中心
- 北部：
  1. 大台北新劇院，改名為新北表演中心，規劃設於新北市板橋區新板特區，2008年行政院公共工程委員會要求文建會採BOT方式，2015年因中央地方對經費沒有共識而延宕。
  2. 北部流行音樂中心，位於台灣台北市南港區，2013年6月19日動工，2020年完工。
- 中部：
  1. 台中國立公共資訊圖書館，原為國立臺中圖書館遷建計畫，2009年新館動工，2013年完工[5]。
  2. 臺中臺中古根漢美術館（已取消），由於古根漢美術館除了總經費高達60億左右外，商標授權一億多，每年除支付六千多萬發展費，還需約三億的營運費用，造成台中市府財政嚴重負擔，2004年遭台中議會否決而停止[6]。
  3. 臺中國家歌劇院，2005年由伊東豊雄獲設計首獎，曾被國內建築界形容為「全球最難蓋的房子」，2009年動工、2016年啟用[7]。
- 南部：
  1. 故宮南院，2001年提案選址選定嘉義太保為基地，2013年動工、2015年底正式營運。
  2. 衛武營藝術文化中心，2003年衛武營變更為公園用地，成為新十大建設的項目之一，籌備多年後2010年開始動工，2018年啟用。
  3. 高雄海洋音樂中心，此案被納入愛台十二建設之高雄港市再造計畫中[8]基地位於高雄港真愛碼頭，2014年動土興建，2020年底完工。
- 東部：
  1. 南島文化園區（已取消），原預計在台東興建，2006年教育部行文停辦[9]。

### 行動台灣計畫
重大成果包括：已有245萬納稅義務人透過網路申報所得稅；透過政府採購資訊公告系統，每年節省刊登招標費用高達30億元；全國已建置296個數位機會中心或資訊站，提供偏鄉居民學習使用電腦及上網；補助偏鄉中低收入53,000戶裝設衛星接收器，讓全國民眾皆能清楚收看無線電視節目；並輔導53,000家中小企業運用電子商務，使營收增加3-4成。

### 台灣博覽會
原台灣博覽會預計在高鐵桃園青埔站、台南沙崙站和嘉義故宮南院三個地方舉行，由於預算與法規條例沒通過而無法舉辦。

### 台鐵捷運化
按2004年行政院經建會版本，台鐵捷運化共規劃有八段捷運化及三條新支線：
- 捷運化
  1. 基隆-台北-桃園段捷運化
  2. 桃園-中壢-苗栗段捷運化
  3. 台中烏日段捷運化，2001年4月交通部邀集臺中市政府等單位開會研商「臺中市區鐵路地下化工程」相關事宜，將現有的豐原、潭子、太原、臺中、大慶等5座現有車站改建為高架車站
  4. 彰化員林段立體化，此工程2007年9月1日動工，並於2014年11月2日通車，另台中台鐵捷運紅線也於2018年10月通車。
  5. 嘉義鐵路立體化，1999年行政院核示依經建會意見研議高架化等替代方案及財務計畫，2006年7月5日行政院核定「嘉義市區鐵路高架化可行性研究報告」。延宕至2017年納入前瞻基礎建設。
  6. 台南鐵路地下化，1993年計畫採軌道東移施作方式，1996年省政府核定之原軌地下化，後由交通部鐵路改建工程局接手採用1993年版本，由於計畫須拆遷四百多戶居民住宅引起部分拆遷戶反對，此計畫延宕至2017年3月15日正式動工，目前施工中。
  7. 高雄鐵路地下化，分為「高雄計畫」、「左營計畫」以及「鳳山計畫」，2009年6月26日動工興建，2018年10月14日第一階段切換通車，而後續的第二階段工程則預計2023年全數完工。
  8. 屏東潮州段捷運化，計畫範圍始於屏東車站北方，止於潮州車站南方，全長約19公里，2015年8月23日屏東站第一階段及屏東－潮州高架化東西線完工，2017年11月3日後續工程全數完工。
- 新支線
  1. 宜花東快捷鐵路，2006年「北宜新線鐵路」計畫完成環境影響評估，經環保署審查認為不應開發，但得另提替代方案重新送審而暫停[13]。
  2. 新竹內灣支線，2007年至2011年之間進行了路線修改與設施升級。改線後的內灣線可分為兩個主要路段，其中新竹－竹中之間為電氣化且短站距的捷運化路線、竹中－內灣則保持原本非電氣化傳統鐵路支線的營運風格。
  3. 新建台南沙崙支線，2005年開始興建，2008年完工，銜接台南高鐵與台鐵中洲站。

### 平地水庫海水淡化廠
平地水庫海淡廠計畫包括：
- 平地水庫
  1. 桃園大湖200公頃
  2. 雲林大湖800公頃
  3. 台南大湖400公頃，因評估後發現施行有所困難度，於是工程計畫暫緩[15]。

1. 高屏大湖590公頃(吉洋人工湖) 因環保團體抗爭而延宕。

- 海水淡化廠
  1. 桃園、新竹地區各興建一座日產三至十二萬噸海淡廠，2013年因桃園科技工業園區用水期程未如預期，本計畫奉行政院核定廢止。新竹海水淡化廠模組於2013年完工，由於竹科廠商表示淡化海水不能用於半導體製程而婉拒用於工業用水上。
  2. 八里污水廠之污水回收再利用日產20萬噸回收水，至2017年，每月可節省6.5噸回收冷卻水，而汙水處理部分，僅能提供每日3.8噸回收水，多數汙水僅能做二級放流處理，2017年八里污水廠被發現竟偷排未經處理的廢水到海裡，時間長達5年之久[16][17][18]。

- 離島地區供水改善計畫
  1. 金門興建日產2000噸海淡廠，2004年金門完成日產2000噸海淡廠，但因為原水水質欠佳，無法達到2000噸產出，2017年擴建日產2000噸第二機組。
  2. 馬祖興建日產2000噸海淡廠，1999年南竿興建日產500噸海淡廠兩期，共1000噸產出，西莒也於2000年興建500噸海淡廠，2009年南竿再興建日產950噸海淡廠，填補一期停產的空缺。
  3. 澎湖興建一萬噸海淡廠一座，1999年完工之澎湖海淡廠日產2500噸民生用水，於2000年日產7000噸海淡廠完工，2004年在烏崁完成日產3000噸海淡廠二期工程，並持續擴建計畫。